# تپه قره‌شعبان
تپه قره شعبان مربوط به سدهٔ ۶ تا ۸ ه.ق است و در شهرستان خوی، بخش ایواوغلی، دهستان ولدیان، روستای قره شعبان واقع شده و این اثر در تاریخ ۷ اسفند ۱۳۸۵ با شمارهٔ ثبت ۱۷۶۹۸ به‌عنوان یکی از آثار ملی ایران به ثبت رسیده است.